# Kościół Świętych Piotra i Pawła w Ostendzie
Artykuł ten został zgłoszony do umieszczenia na stronie głównej w rubryce „Czy wiesz”.
Pomóż nam go sprawdzić: oceń zgłoszoną nominację.
Kościół Świętych Piotra i Pawła (nid. Sint-Petrus-en-Pauluskerk) – neogotycka świątynia rzymskokatolicka znajdująca się w belgijskim mieście Ostenda.

## Historia
Budowę kościoła w tym miejscu rozpoczęto w 1438 roku, po zalaniu dawnego starego miasta. Była to budowla jednonawowa. W 1478 wmurowano kamień węgielny pod budowę wieży. W XVI wieku dobudowano transept i założono cmentarz wokół kościoła. Gmach został zniszczony podczas oblężenia miasta w latach 1601–1604, odbudowano go w 1615 roku. W 1640 dobudowano nawy boczne, a w 1675 powstał barokowy portal. Kościół został ponownie zniszczony przez wojska angielskie podczas wojny o sukcesję hiszpańską w 1706 roku. W 1717 odbudowano korpus nawowy, a w 1729 – wieżę. Świątynia ucierpiała również podczas francuskiego oblężenia w 1745 roku. W 1795 zlikwidowano przykościelny cmentarz. W latach 1855–1859 w krypcie utworzono mauzoleum królowej Ludwiki Marii Orleańskiej.
Świątynia została zniszczona w 1896 roku wskutek pożaru, który pojawił się podczas prac renowacyjnych. Przetrwały gołe mury, wieża, barokowy portal i krypta z mauzoleum. W 1897 na miejsce przybyła królewska komisja, która zdecydowała o zabezpieczeniu zachowanej wieży. Projekt budowy nowego kościoła sporządził brugijski architekt Louis Delacenserie. Wygląd kościoła zainspirowano Kościołem Wotywnym w Wiedniu, kościołem Najświętszej Maryi Panny w Laeken (skąd zaczerpnięto projekt kaplicy–mauzoleum) i twórczością Eugène’a Viollet-le-Duca. Symboliczny kamień węgielny wmurował w 1901 roku król Leopold II, wówczas mury świątyni były już wysokie na 4 metry. Konsekracja świątyni miała miejsce 4 września 1905. W 1907 ukończono wieże, których planowaną wysokość 84 m obniżono do 72 m, prawdopodobnie z powodów finansowych. W 1912 rada miejska zdecydowała o zachowaniu wieży poprzedniego kościoła, która miała służyć jako dzwonnica. Podczas I wojny światowej zniszczone zostały witraże, a podczas II wojny światowej również organy. Instrument naprawiono w 1954, a nowe witraże zainstalowano w latach 1960–1975. W latach 1976–1980 odrestaurowano zachodnią, a w latach 1983–1991 – wschodnią część kościoła. W 1991 w wieży starego kościoła ulokowano ekspozycję muzealną.
5 listopada 1946 wieżę starego kościoła wpisano na listę zabytków, a 30 grudnia 1960 umieszczono na niej również neogotycką świątynię.

## Architektura i wyposażenie
Świątynia neogotycka, trójnawowa, o układzie bazylikowym, z transeptem i dwuwieżową fasadą, wzniesiona z wapienia i piaskowca. Ostrołukowe okna zdobią maswerki. Portale drzwiowe w fasadzie wieńczą łuki Tudorów, portal główny zdobi dodatkowo figura Matki Bożej z Dzieciątkiem. Wnętrze kościoła jest otynkowane i imituje naturalny kamień. Kapitele kolumn dekoruje motyw liści kapusty. Wieże mają wysokość 72 m.
Ołtarz główny z tabernakulum wykonano w 1913 roku, a ołtarz liturgiczny pochodzi z początku XVIII wieku. Organy wykonał w 1907 roku Pierre Schyven, wyremontowano je po zniszczeniach wojennych w 1954 roku i rozbudowano z 40 do 45 głosów. Kolejna renowacja miała miejsce w roku 1997, odtąd posiadają 43 głosy. Pod emporą organową znajduje się tablica upamiętniająca Léandre’a Vilaina, organistę kościoła w latach 1890–1940. Mniejsze organy, ustawione w prezbiterium, pochodzą z 2004 roku.
Na przedłużeniu prezbiterium znajduje się kaplica–mauzoleum królowej Ludwiki Marii Orleańskiej, od reszty kościoła odgradza je krata z kutego żelaza, wykonana w 1936 roku. Jej wnętrze zdobi nagrobek królowej z białego marmuru przeniesiony z poprzedniej świątyni.

## Galeria

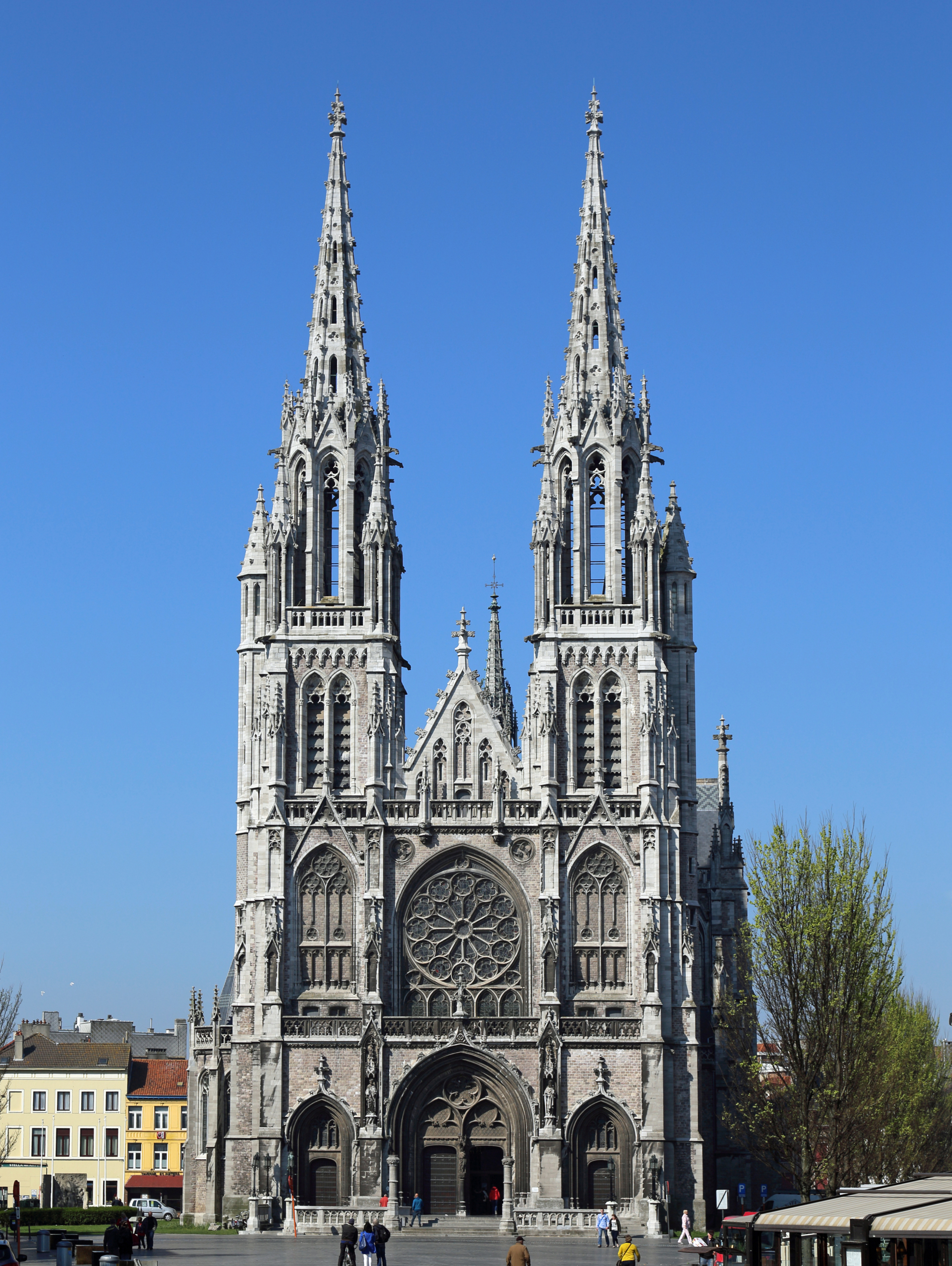
Fasada
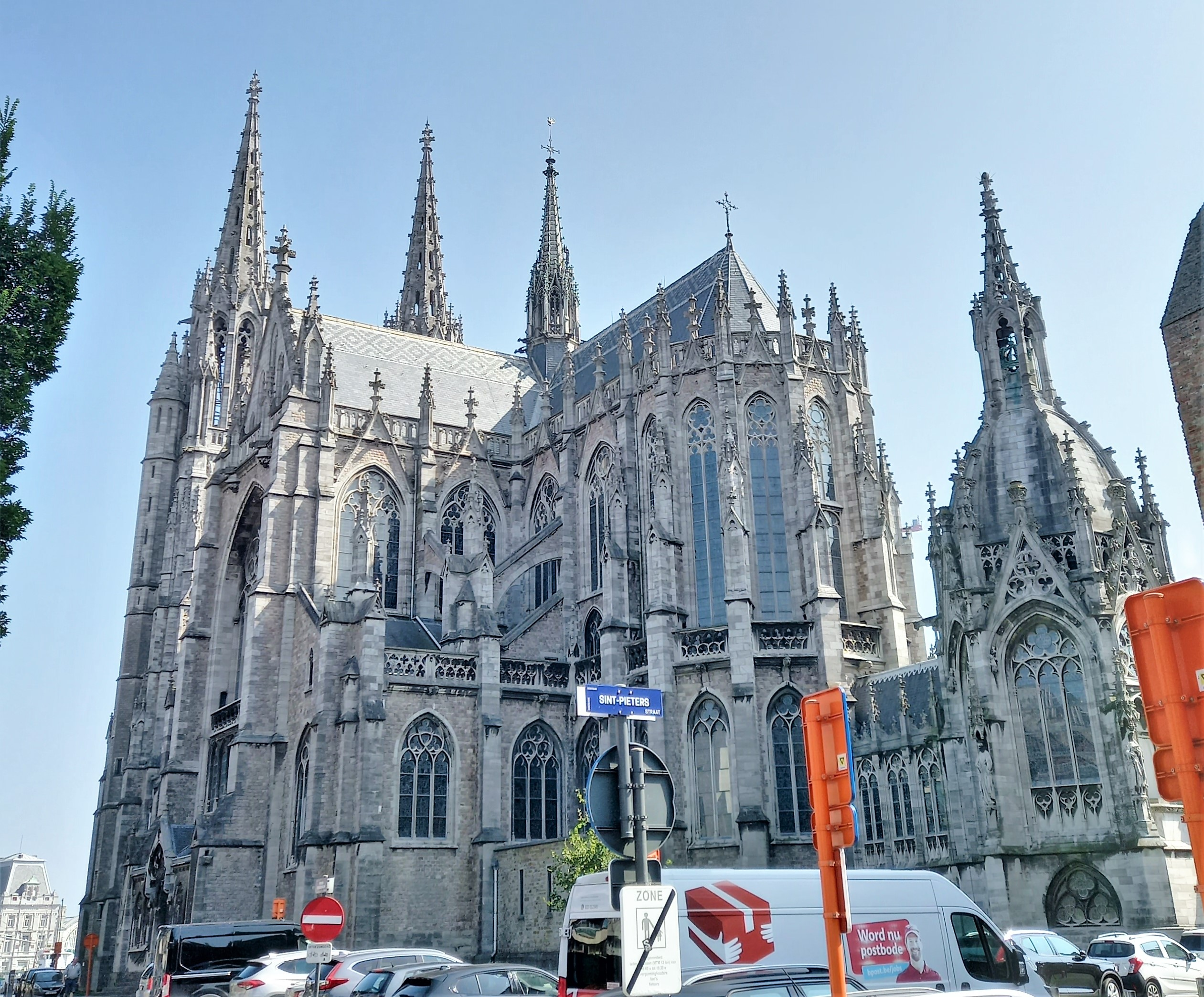
Widok z północnego zachodu
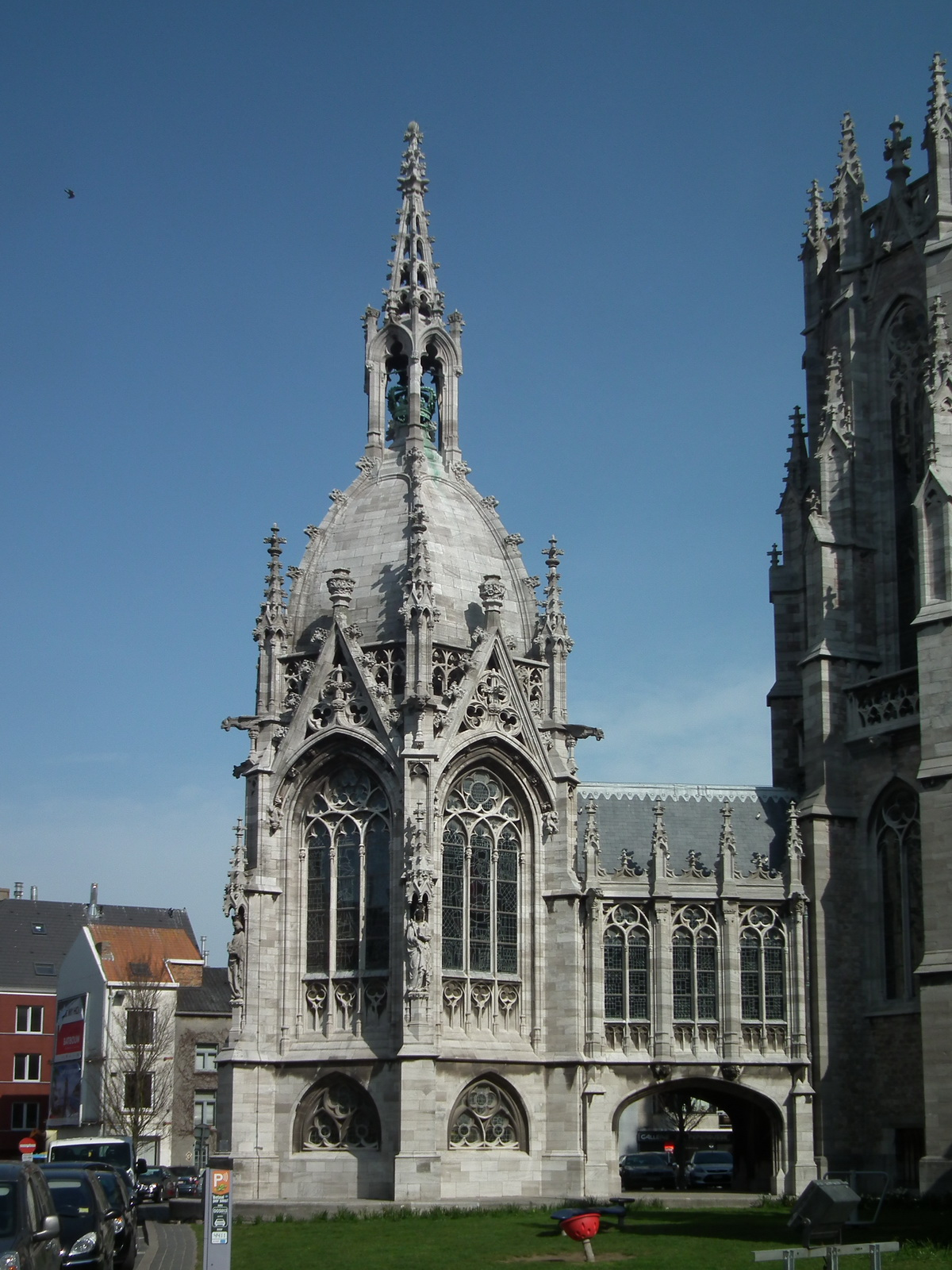
Mauzoleum Ludwiki Marii Orleańskiej
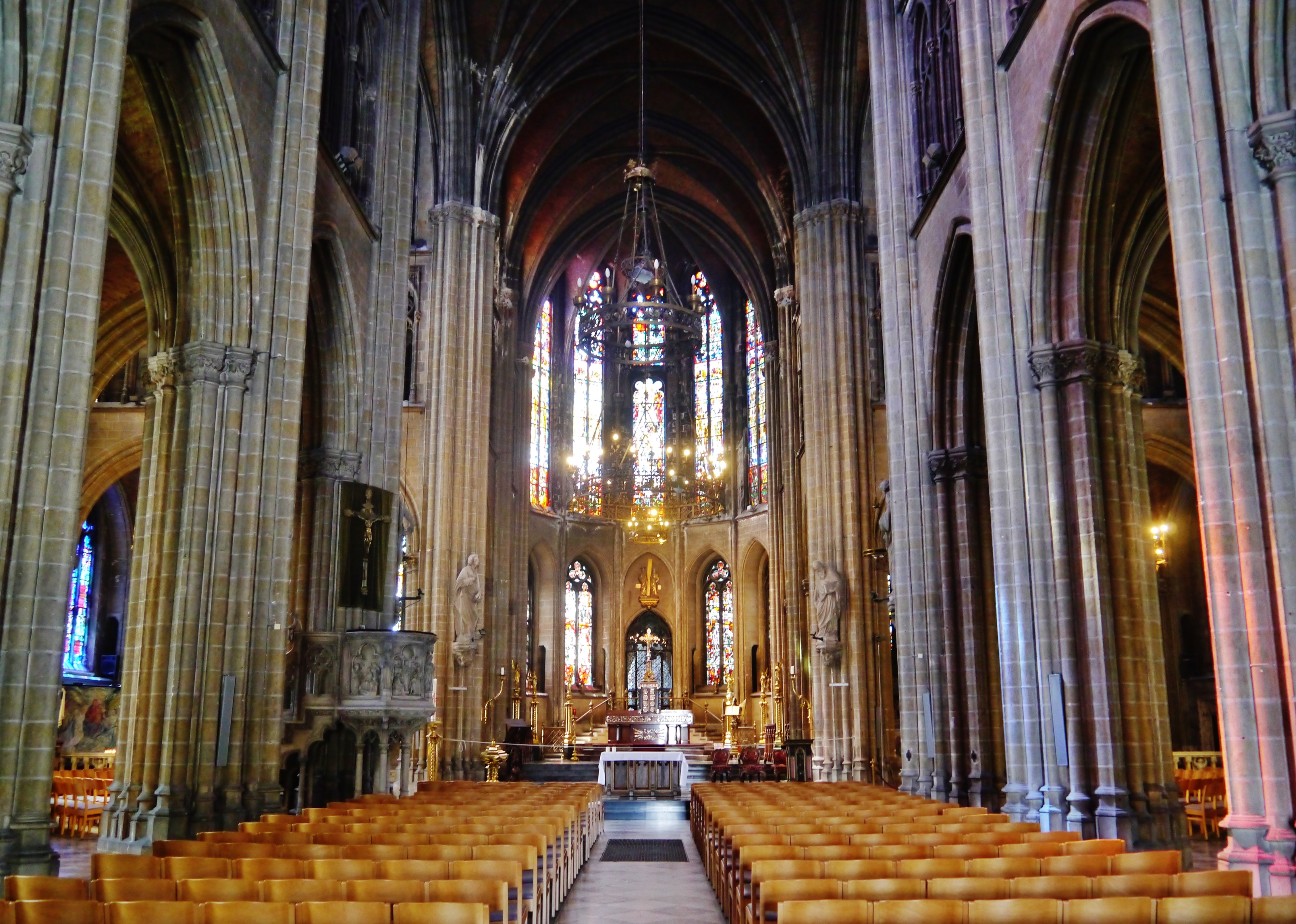
Wnętrze
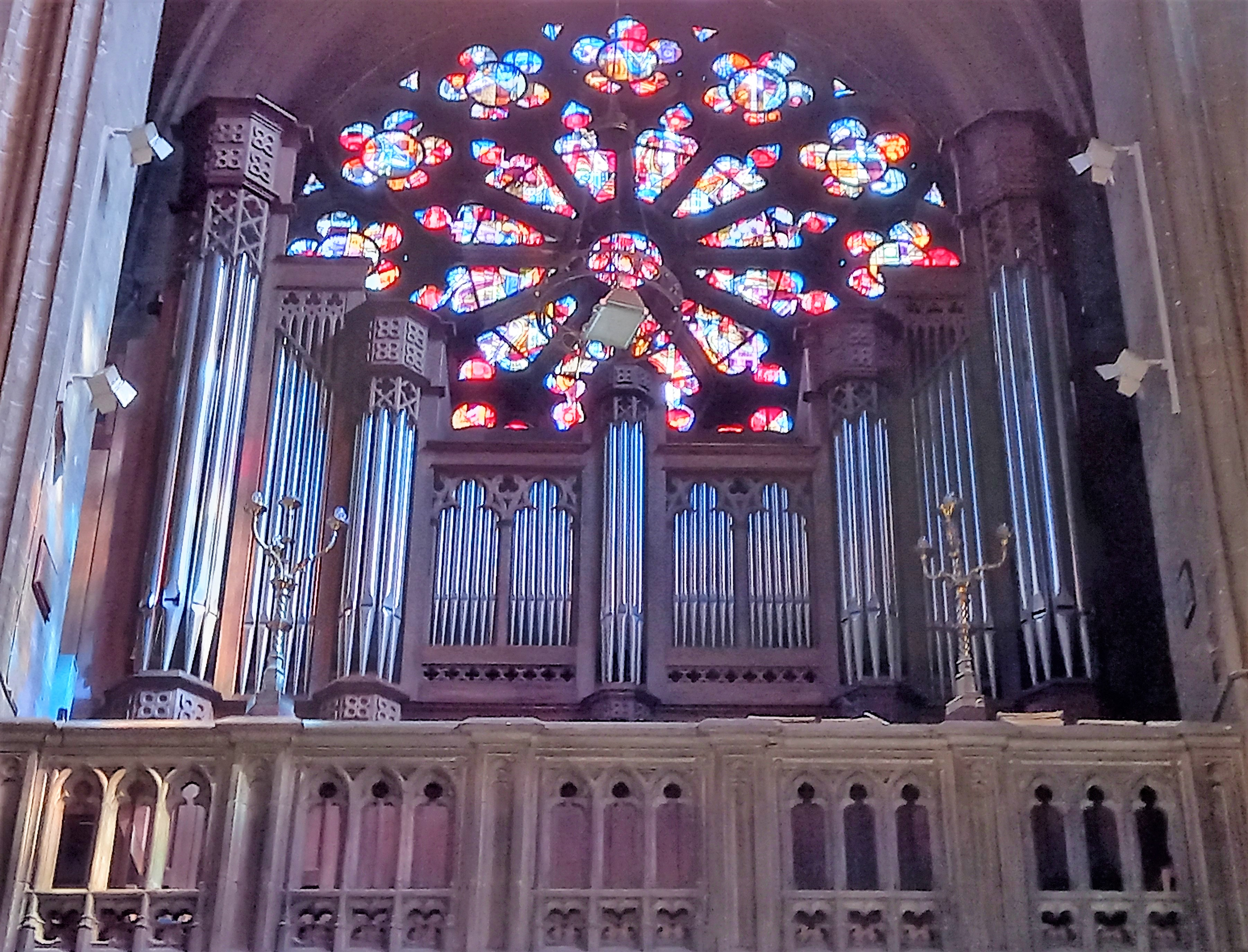
Organy
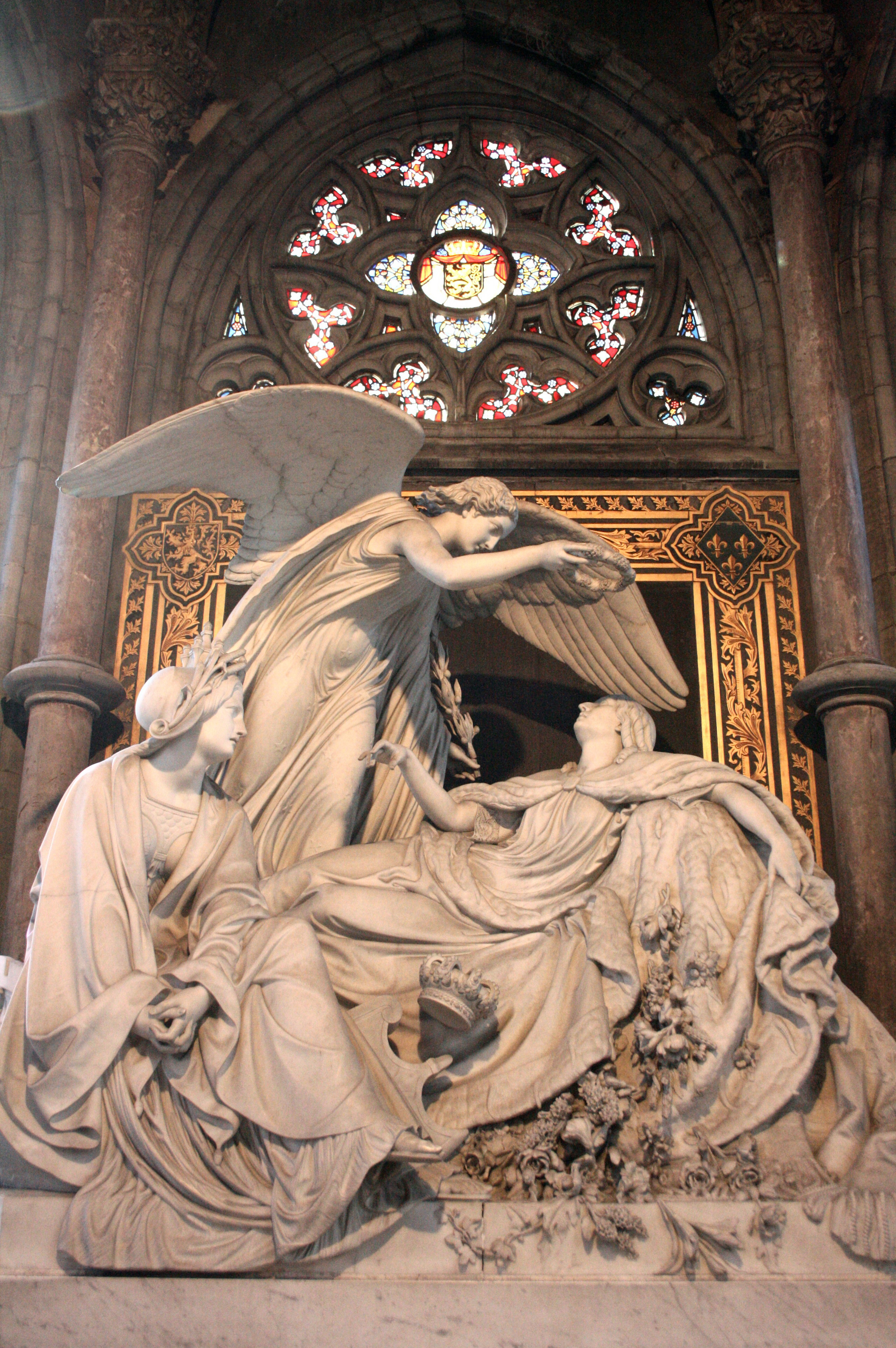
Nagrobek Ludwiki Marii Orleańskiej
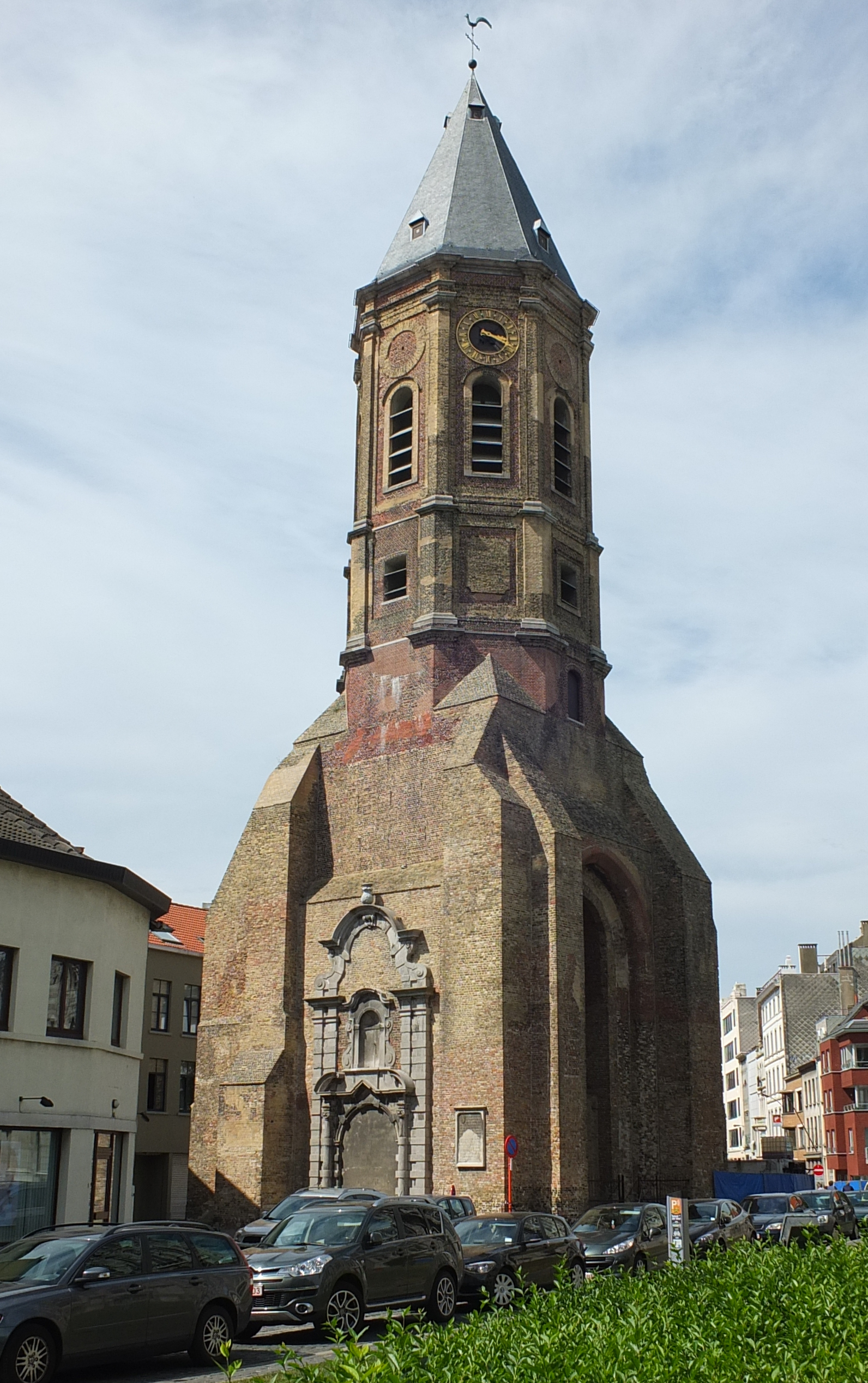
Wieża poprzedniego kościoła